# أدريان كوريا
أدريان كوريا (بالإسبانية: Adrián Coria) هو لاعب كرة قدم أرجنتيني في مركز الهجوم، ولد في 23 مايو 1977 في بوينس آيرس في الأرجنتين. لعب مع خميناسيا خوخوي وسبورتيفو ديسامبارادوس وميرامار ميشنس ونادي ألماجرو ونادي سان لورينزو ونادي كوميونيكيشنس ونادي ماراثون ونادي يونيفرسيتاريو.